# Дальтро, Леолинда
Леолинда де Фигейредо Дальтро (1859—1935) — бразильская учительница-феминистка, суфражистка и борец за права коренных народов. В 1910 году она была одним из основателей Женской республиканской партии (Partido Republicano Feminino), которая выступала за право голоса бразильских женщин.

## Биография
Леолинда Дальтро родилась в штате Баия. Она переехала в Рио-де-Жанейро со своим вторым мужем и пятью детьми, чтобы преподавать. В 1896 году она путешествовала по сельской местности с миссией дать формальное образование бразильским коренным народам и помочь ассимилировать их во вновь образованной республике. Она утвердилась среди народа ксеренте нынешнего штата Токантинс. В отличие от религиозных миссий, Леолинда верила в светское образование для коренных жителей, и она выступала за демаркацию их земель и уважение их культур.
Дальтро вернулась в Рио в 1897 году. Она основала Grêmio Patriótico Leolinda Daltro для защиты прав коренных народов. Она подружилась с Орсиной да Фонсека, женой президента Эрмеса да Фонсека. Они основали Escola Orsina da Fonseca (Школа Орсины да Фонсека), профессиональную школу, где женщины изучали искусство, науку и ремесла. Она также основала Linha de Tiro Feminino (Линия женской стрельбы), поскольку Дальтро считала, что женщины должны считаться гражданами и иметь право защищать свою страну.
Конституция Бразилии 1891 года запрещает женщинам голосовать. Дальтро основала Partido Republicano Feminino (Женская республиканская партия) в 1910 году вместе с другими женщинами, в том числе поэтессой Гилка Мачадо, борющейся за право женщин на голосование. Партия была вдохновлена британскими суфражистками. В 1917 году её партия возглавила марш за избирательное право женщин в Рио-де-Жанейро, в котором участвовали 90 женщин.
В 1919 году Дальтро выдвинула свою кандидатуру в знак протеста на пост мэра Рио, чтобы привлечь внимание к суфражистскому движению. После PRF были сформированы другие организации по защите прав женщин, такие как Federação Brasileira pelo Progresso Feminino, основанная в 1922 году Бертой Лутц. В конечном итоге в 1932 году женщины получили право голоса.
В 1935 году Дальтро была сбита машиной, вследствие чего умерла. Была похоронена на Кладбище Святого Иоанна Крестителя.